# Juramento de los pretendientes
En la mitología griega, el juramento de los pretendientes fue un pacto entre los héroes que acudieron a la corte del rey Tindáreo de Esparta en calidad de pretendientes a casarse con Helena.
Mediante este pacto, los pretendientes de Helena juraron que acudirían en ayuda del pretendiente que fuera elegido como esposo de Helena en caso de que ésta le fuera disputada.

## Contexto
Helena, hija de Zeus y Némesis o Leda pero cuyo padre putativo era Tindáreo, era famosa por su gran belleza. Fue raptada a muy temprana edad por Teseo.
Con posterioridad a la vuelta de Helena a Esparta, Tindáreo decidió casar a su hija o bien ella misma quiso tomar esposo. Por este motivo se presentaron en Esparta numerosos pretendientes.

## Lista de pretendientes
| Pseudo-Apolodoro: Biblioteca | Higino: Fábulas | Hesíodo: Eeas  |
| ---------------------------- | --------------- | -------------- |
| Agapenor                     | Agapenor        | Alcmeón        |
| Anfíloco                     | Anceo           | Anfíloco       |
| Anfímaco                     | Anfímaco        | Áyax el Grande |
| Antíloco                     | Antíloco        | Elefenor       |
| Ascálafo                     | Ascálafo        | Filoctetes     |
| Áyax el Grande               | Áyax el Grande  | Idomeneo       |
| Áyax el Menor                | Áyax el Menor   | Licomedes      |
| Diomedes                     | Blaniro         | Menelao        |
| Elefenor                     | Clitio          | Menesteo       |
| Epístrofo                    | Diomedes        | Odiseo         |
| Esquedio                     | Elefenor        | Podarces       |
| Esténelo                     | Esténelo        | Protesilao     |
| Eumelo                       | Eumelo          | Toante         |
| Eurípilo                     | Eurípilo        |                |
| Filoctetes                   | Femio           |                |
| Leito                        | Fidipo          |                |
| Leonteo                      | Filoctetes      |                |
| Macaón                       | Idomeneo        |                |
| Meges                        | Leonteo         |                |
| Menelao                      | Macaón          |                |
| Menesteo                     | Meges           |                |
| Odiseo                       | Menelao         |                |
| Patroclo                     | Menesteo        |                |
| Peneleo                      | Meríones        |                |
| Podalirio                    | Nireo           |                |
| Polipetes                    | Odiseo          |                |
| Políxeno                     | Patroclo        |                |
| Protesilao                   | Peneleo         |                |
| Talpio                       | Podalirio       |                |
| Teucro                       | Polipetes       |                |
| Yálmeno                      | Políxeno        |                |
|                              | Protesilao      |                |
|                              | Talpio          |                |
|                              | Tlepólemo       |                |
|                              | Toante          |                |

## El juramento
Ante el gran número de pretendientes poderosos, Tindáreo tenía miedo de las consecuencias que podía haber tras tomar la decisión de quién sería el elegido para casarse con Helena. 
Odiseo, consciente de que sus posibilidades eran mínimas puesto que la riqueza de otros pretendientes era mayor a la suya, no se molestó en enviar regalos y aconsejó a Tindáreo que hiciera jurar a todos los pretendientes que prestarían su ayuda al pretendiente que fuera elegido en cualquier caso en el que Helena le fuese disputada. A cambio, consiguió que Tindáreo le ayudase a obtener la mano de Penélope, prima de Helena.
Tindáreo sacrificó un caballo y sobre él hicieron el juramento los pretendientes. Posteriormente enterró el caballo.

## Consecuencias
El pretendiente elegido fue Menelao, hermano del rey de Micenas, Agamenón. Posteriormente el troyano Paris raptó o sedujo a Helena y el juramento realizado en Esparta obligó a todos aquellos que lo habían realizado a participar en la expedición que se organizó para conseguir la devolución de Helena a su esposo y que desembocó en la guerra de Troya. 